# Lora del Río
Lora del Río és una localitat de la província de Sevilla, Andalusia, Espanya. L'any 2005 tenia 18.861 habitants. La seva extensió superficial és de 292 km² i té una densitat de 64,6 hab/km². Les seves coordenades geogràfiques són 37° 39′ N, 5° 31′ O. Està situada a una altitud de 38 metres i a 57 kilòmetres de la capital de la província, Sevilla.
La Zona arqueològica de Setefilla està enclavat a Sierra Morena a 9 quilòmetres al nord-est de Lora del Rio, en una sèrie de crestes rocoses que popularment són designades com a taules, entre les quals discorre el riu Guadalbacar, afluent del Guadalquivir. Encara que el jaciment hagi pres el nom de la taula on es troba un castell medieval i l'ermita de La nostra Senyora de Setefilla, fundada en el segle xvii, aquest ho conformen diverses d'aquestes taules, que són conegudes amb el nom del Membrillo, Castillejo y Almendro, que posseeixen restes arqueològiques de diferents èpoques, excavat per George Edward Bonsor Saint Martin.

## Demografia
| 1842  | 1877  | 1900  | 1910  | 1920  | 1930  | 1940   | 1950   | 1960   | 1970   |
| ----- | ----- | ----- | ----- | ----- | ----- | ------ | ------ | ------ | ------ |
| 4.633 | 7.519 | 7.478 | 7.042 | 7.270 | 8.223 | 11.420 | 11.465 | 16.168 | 20.914 |

| 1996   | 1998   | 1999   | 2000   | 2001   | 2002   | 2003   | 2004   | 2005   | 2006   |
| ------ | ------ | ------ | ------ | ------ | ------ | ------ | ------ | ------ | ------ |
| 18.895 | 18.855 | 18.878 | 18.848 | 18.720 | 18.622 | 18.663 | 18.739 | 18.861 | 19.077 |